# سوپرکالی‌فراجیلیستیک‌ئکسپیالی‌دوشز
«سوپرکالی‌فراجیلیستیک‌ئِکسپیالی‌دوشز» (انگلیسی: Supercalifragilisticexpialidocious؛‏‎i‎/ˌsuːpərˌkælɪˌfrædʒɪˌlɪstɪkˌɛkspiˌælɪˈdoʊʃəs/‎) ترانه‌ای است مشهور، متعلق به فیلم موزیکالِ مری پاپینز که شعر آن را برادران شِرمن نوشته‌اند و توسط جولی اندروز و دیک ون دایک اجرا شد.
این واژۀ یک کلمه مرکب است و توسط ریچارد لدرر در کتابش «انگلیسی سرسام‌آور» گفته شده که از این واژه از ترکیب بخش‌های زیر ساخته شده است:
- super- به معنی «فوق» یا «بسیار زیاد»
- cali- به معنی «زیبایی»
- fragilistic- به معنی «ظریف» یا «شکننده»
- expiali- به معنی «کفاره دادن» یا «جبران کردن»
- -docious به معنی «قابل آموزش» یا «آموزش‌پذیر»

با ترکیب این بخش‌ها، معنی کلی واژه چنین می‌شود: «کفاره دادن برای آموزش‌پذیر بودن از طریق زیبایی بسیار ظریف».
فرهنگ انگلیسی آکسفورد برای نخستین بار این واژه را (با املای «supercaliflawjalisticeexpialadoshus») در ستونی با عنوان "A-muse-ings" به قلمِ هلن هرمن در روزنامه‌ی دیلی اورنج دانشگاه سیراکیوس به تاریخ ۱۰ مارس ۱۹۳۱ ثبت کرده است. در این ستون، هرمن توضیح می‌دهد که این واژه «اشاره دارد به هر چیزی که باشکوه، بزرگ، عالی، باعظمت، بی‌نظیر، فوق‌العاده و شگفت‌انگیز باشد.»
وب‌سایت Dictionary.com این واژه را چنین تعریف می‌کند: «واژه‌ای بی‌معنا که توسط کودکان برای ابراز رضایت یا برای نشان دادن طولانی‌ترین واژه در زبان انگلیسی به کار می‌رود.» این کلمه دارای ۳۴ حرف و ۱۴ بخش آوایی (هجا) است.
این ترانه موفق شد در ردهٔ ۳۶ از فهرست ۱۰۰ سال… ۱۰۰ ترانه به انتخاب بفا قرار بگیرد.